# Bandes prohibides directa i indirecta

Energia versus moment del cristall per a un semiconductor amb una banda buida indirecta, que demostra que un electró no pot passar de l'estat d'energia més alta de la banda de valència (vermell) a l'estat de menor energia de la banda de conducció (verd) sense un canvi en impuls. Aquí, gairebé tota l'energia prové d'un fotó (fletxa vertical), mentre que gairebé tota l'impuls prové d'un fonó (fletxa horitzontal).

En física de semiconductors, la banda buida d'un semiconductor pot ser de dos tipus bàsics, una banda buida directa o una banda buida indirecta. L'estat d'energia mínima a la banda de conducció i l'estat d'energia màxima a la banda de valència es caracteritzen cadascun per un cert moment cristal·lí (vector k) a la zona de Brillouin. Si els k-vectors són diferents, el material té un "buit indirecte". La bretxa de banda s'anomena "directa" si el moment del cristall dels electrons i els forats és el mateix tant a la banda de conducció com a la banda de valència; un electró pot emetre directament un fotó. En un buit "indirecte", no es pot emetre un fotó perquè l'electró ha de passar per un estat intermedi i transferir impuls a la xarxa cristal·lina.
Exemples de materials de banda intercalada directa inclouen silici amorf i alguns materials III-V com InAs i GaAs. Els materials de banda intercalada indirecta inclouen silici cristal·lí i Ge. Alguns materials III-V també són bandgap indirectes, per exemple AlSb.

Estructura de banda massiva per a Si, Ge, GaAs i InAs generada amb un model d'unió estreta. Tingueu en compte que Si i Ge són un materials de banda indirecta amb mínims a X i L, mentre que GaAs i InAs són materials de banda directa.

Les interaccions entre electrons, forats, fonons, fotons i altres partícules són necessàries per satisfer la conservació de l'energia i el moment del cristall (és a dir, la conservació del vector k total). Un fotó amb una energia propera a una banda intercalada de semiconductors té un moment gairebé nul. Un procés important s'anomena recombinació radiativa, on un electró de la banda de conducció aniquila un forat a la banda de valència, alliberant l'excés d'energia com a fotó. Això és possible en un semiconductor de banda buit directa si l'electró té un vector k a prop del mínim de banda de conducció (el forat compartirà el mateix vector k), però no és possible en un semiconductor de banda buit indirecta, ja que els fotons no poden portar el moment del cristall. i, per tant, es violaria la conservació del moment del cristall. Perquè la recombinació radiativa es produeixi en un material de banda intercalada indirecta, el procés també ha d'implicar l'absorció o emissió d'un fonó, on el moment del fonó és igual a la diferència entre l'electró i el moment del forat. També pot, en canvi, implicar un defecte cristal·logràfic, que fa essencialment el mateix paper. La implicació del fonó fa que aquest procés sigui molt menys probable que es produeixi en un període determinat, per la qual cosa la recombinació radiativa és molt més lenta en els materials de banda intercalada indirecta que en els de banda directa. És per això que els diodes làser i emissors de llum gairebé sempre estan fets de materials de banda intercalada directa, i no de banda intercalada indirecta com el silici.